# Conde palatino
Conde palatino ou Conde do palácio (em latim: comes palatii) era o título associado a um dos mais ilustres cargos da Alta Idade Média. Perdeu gradualmente a importância ao longo dos séculos até tornar-se — sobretudo no século XV — uma moeda de troca utilizada pelos imperadores romano-germânicos nas relações com os próprios vassalos para obter rendimentos.
O nome "conde palatino" é originário de "conde do palácio", ou seja, do "sacro palácio" dos reis dos francos, onde esse título permaneceu em uso até o século VI. Depois o título passou à Itália com a conquista efetuada por Carlos Magno em 773-774.
O encargo do conde palatino era de julgar todas as causas endereçadas em apelo direto ao tribunal do soberano e levar ao conhecimento do rei somente aqueles juízos que considerava importantes.
O conde palatino, em época mais antiga, era um só, mas sob Luís I, o Piedoso havia dois ao mesmo tempo (Gebuinus et Ruodbertus). Posteriormente, a divisão entre os povos e a multiplicação dos reinos obrigaram a criação de mais personalidades com esse encargo.
Talvez o primeiro conde do palácio na Itália tenha sido em Pistoia, em 812, como Echergum Comintem Palatii. Em 814, é atestado em Espoleto, como Hebroardo.

## Importância do conde palatino na Europa medieval

### Conde palatino
O título original era latino e pré-feudal. Originou-se com o título romano conde, o qual era um título de alto nível de corte não hereditário, e a parte palatino o adjetivo derivado de palatium ("palácio")
Porém, a partir da queda do Império Romano do Ocidente, um novo tipo de título, conhecido simplesmente como "palatino" começou a desenvolver-se. Os reis dos francos da dinastia Merovíngia (480-750) empregavam um alto oficial, o comes palatinus, que em princípio assitia o rei nos seus deveres jurídicos e mais tarde assumiu muitos desses deveres. Outras cortes palatinas foram empregadas em trabalhos militares e administrativos.
Na Espanha visigótica, o ofício palatino (officium palatinum) consistia de uma quantidade de homens da corte que gerenciavam vários departamentos da casa real. O conde dos cubiculários (comes cubiculariorum) supervisionava os camareiros, comes scanciorun supervisionava os cuidadores de louças, o conde dos estábulos (comes stabulorum) supervisionava os encarregados dos estábulos, etc. Os reis ostrogodos que governaram a Itália também mantiveram cortes palatinas com títulos come conde do patrimônio (comes patrimonium), que estavam a cargo do patrimônio do rei, e outras.
O sistema foi mantido pela dinastia carolíngia (750-1000). O capitulário de 882 e Hincmar, arcebispo de Reims, escrevendo sobre a mesma época, testemunham sobre a extensão do trabalho judicial do Império Franco que passou em suas mãos.
Regiões governadas por condes paladinos eram chamados de palatinados. Em certo sentido, eram os representantes do soberano, então foram investidos de poderes mais extensos que os condes comuns. Assim sendo, este tornou-se o uso mais geral do termo "paladino", por extensão aplicado também às regiões sobre as quais exerciam os seus poderes.
Na Alta Idade Média, o título "conde" tornou-se crescentemente comum, ao ponto de que grandes magnatas que governavam regiões do tamanho de ducados, e senhores de castelos locais puderam designar a si mesmos como "condes". À medida em que grandes magnatas começaram a centralizar o poder sobre sus senhores locais de castelos, eles sentiram a necessidade de declarar a diferença entre eles e aqueles condes inferiores. Portanto, muitos desses magnatas começaram a estilizar-se "condes palatinos", significando grandes condes governando regiões equivalentes a ducados, tal como os condes paladinos de Champanhe no século XIII.